# 힘 (타로)

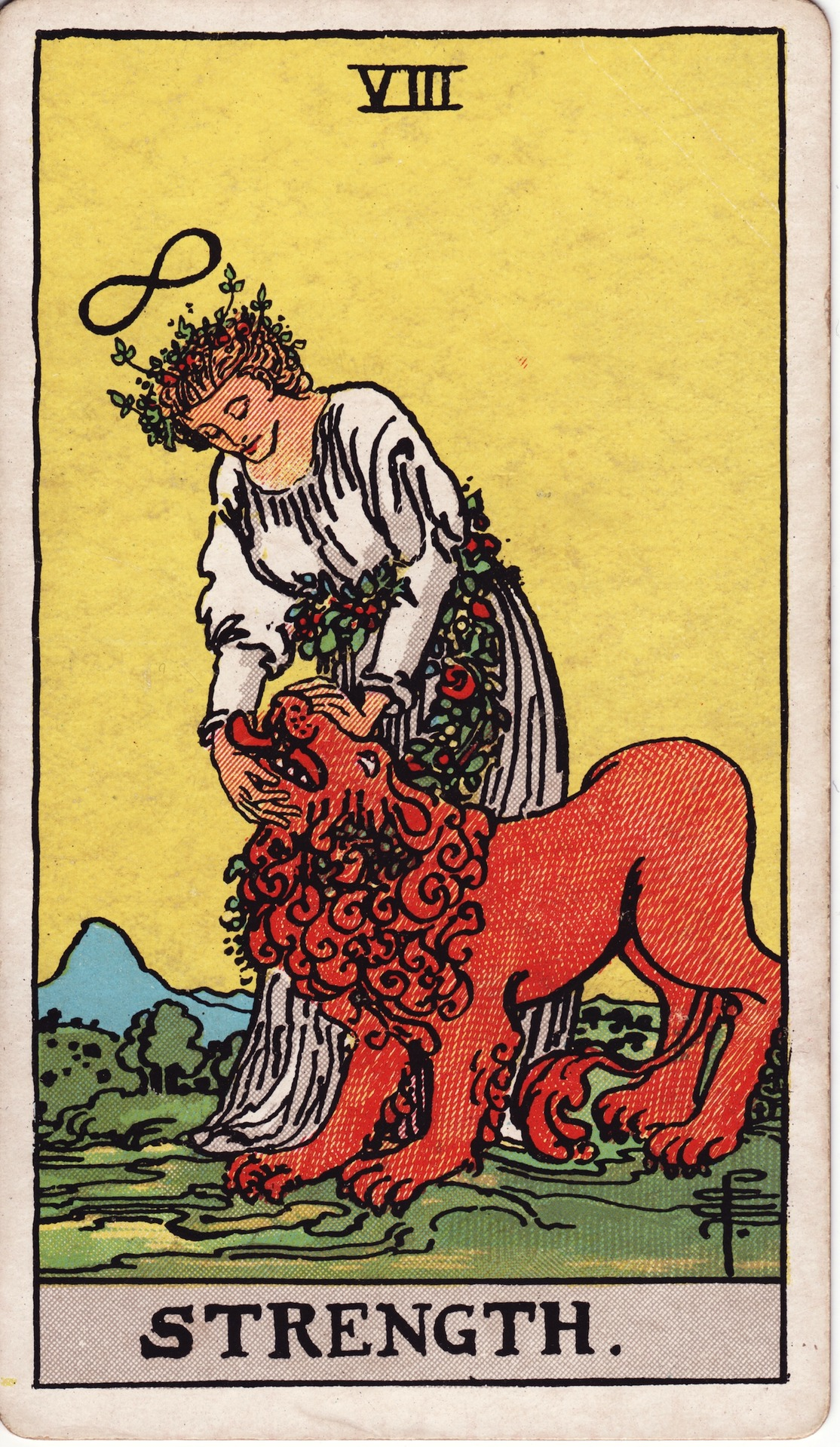
웨이트판 타로의 힘(카드 번호 '8')

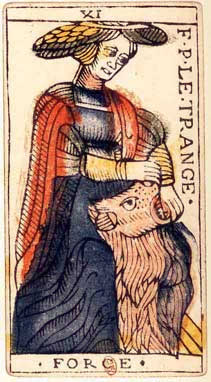
마르세유판 타로의 힘(카드 번호 '11')

힘(프랑스어: La Force)은 타로의 메이저 아르카나에 속하는 카드의 1매다. 강의(剛毅)·역량(力量)·역사(力士)라고도 불린다.

## 카드 번호
카드 번호는  마르세유판 등 전통적인 데크에서는 '11'가 되고 있다. 아서 에드워드 웨이트는, '황금의 새벽단'의 교의에 의한 서양 점성술과의 관련(이 카드를 사자 자리와 대응시키는 설)으로부터, 카드의 숫자를 ' 정의'와 바꿔 넣는다고 하는 대담한 변경을 실시했다. 이래, 웨이트판을 시작으로 하는 황금의 새벽단 계통의 데크에서는 '8'이라고 여겨진다. 그 때문에 현재는 2 계통의 데크가 존재하게 되어, 지금 '정의'와 함께 타롯트 연구자의 사이에 논의가 있는 1매이다. (카드 번호의 교환이 일어났다는 것의 자세한 것은 '타로'의 항을 참조).

## 카드의 의미
정위치의 의미
완전한 성공과 명예, 에너지, 행동, 역량의 크기, 강고한 의지, 불요불굴, 이성, 자제, 실행력, 지혜, 용기, 냉정, 지구전.
역위치의 의미
어리광, 소극성, 무기력, 임무 전가, 우유부단.
아서 에드워드 웨이트의 타로 도해의 해설에서는 '힘·용기·관대함·명예'를 의미한다고 여겨진다.

## 카바라와의 관계
히브리 문자는 테트(ט), 다만 복수의 이설이 있다. '황금의 새벽단'의 설에서는 케세드와 게브라의 세피라를 결합하는 경에 관련지었다.

## 점성술과의 관계
이하와 같은 제설이 있다.
- 별자리: 백양궁설, 사자궁설[1], 처녀궁설, 보병궁설
- 행성: 태양설[2], 금성설, 화성설, 해왕성설

## 우화의 해석
전체의 구도로서는, 여성이 사자의 입을 눌러(로망스어제어로, '힘'은 여성 명사이다), 여성의 두상에는 1번의 '마술사'와 같이 '∞'의 마크(마르세유판에서는 '∞'을 본떠 만든 모자)가 그려져 있는 등 , 마르세이유판도 웨이트판도 큰 차이는 없다.
마르세유판의 수열에서는 1~9까지의 정신 세계의 영역이 10번의 '운명의 바퀴'에 의해서 한 번 단락지어져 11~20의 현실 세계의 영역에 들어간 것을 나타내고 있다. 가능성을 암시하는 ∞이 한개씩, 21번의 '세계'에는 그 2개의 세계의 통합을 나타내도록 2개의 ∞이 그려져 있다.
카드로 그려지는 인물은 '인간 여성'이다. 특히 마르세유판에 그려지는 여성은, 옥좌에 자리잡는 여신이나 신적 이미지가 아닌 것이, 여성의 복장이 중세 유럽의 일반적인 서민의 의복인 것에 나타나고 있다. 그러나, 이 여성이 보통 사람이 아닌 것은 머리 부분의 모자(∞)에 나타내지고 있다. 같은 모자를 쓰는 '마술사(기술사)'가, 양손에 금화나 봉을 가지고 있는데 비해, 이 여성은 맨손이다. 즉 '마술사'가 갖추고 있던 기적적인 "힘"은, '힘'으로 봉 등의 도구를 이용하는 것이 아니라 이 여성의 '손'에 갖춰져 있는 것을 나타내, '마술사'의 그것에 비교해 보다 인간적, 직접적인 것을 나타내고 있다.
또, 카드로 그려지는 사자는 '본능'(특히 인간의 동물적 본능)과 결부되어 해석된다. '바보'의 카드에도 개가 등장했지만, '힘' 카드에는 보다 흉포한 사자가 등장해 무시할 수 없는 존재로서 그려져 있다. 이것은 상징적으로, 인간적인 본성이 자신의 동물적인 본성과 직면하게 된 것을 나타내고, 동시에 심리학적으로, 무의식로서 길들일 수 없는 상태에 있는 힘을 자아의식이 직접 취급할 수 없고, 두 개의 측면을 관계 짓는 것은 여성에 의한 중개가 필요한 것을 나타내고 있다.
덧붙여서 여성이 사자의 "입"에 손을 향하여 있는 것괴 관련해서는, 여러 가지 설이 있어 통일이 이루어지지 않았다. 입을 열려 하고 있다, 닫으려 하고 있다, 혹은 그 양쪽 모두이며 보는 사람의 상황에 따라 어느 쪽으로도 얻도록 그려져 있는, 단순하게 사자의 간(혹은 "무엇인가")을 꺼내 엘릭서의 재료로 하려고 하고 있다는 등, 다방면에 걸쳐 해석이 분분하다.

## 참고 문헌
- C・G융 '자아와 무의식'ISBN 4-7835-1097-0
- 사리(인도 여성의 민족 의상)・니컬스 '융과 타로'ISBN 4-7835-1183-7